# Neutraal land

neutraliteit gegarandeerd door grondwet en internationaal erkend
neutraliteit niet internationaal erkend
voormalige neutrale landen

Een neutraal land is een land dat in geval van oorlog geen partij kiest voor een van beide kanten, en in ruil daarvoor hoopt niet aangevallen te worden door een van beide partijen. Veel neutrale landen kiezen in vredestijd voor niet-gebondenheid (verenigd in de Beweging van Niet-Gebonden Landen).
Aan neutraliteit zijn in het oorlogsrecht voorwaarden verbonden. Zo mag een neutraal land op geen enkele manier militaire of logistieke steun verlenen aan een van de strijdende partijen en mag het ook zijn onderdanen niet toestaan dit te doen. Uitzonderingen zijn er bijvoorbeeld voor humanitaire hulp, zoals het vervoer van gewonden. Ook in de handelspolitiek mag een neutrale staat niet een van de strijdende partijen bevoordelen.

## Geschiedenis
Nederland heeft lange tijd, tussen 1839 en 1940, een neutraliteitspolitiek gevoerd. Na de Tweede Wereldoorlog is deze politiek echter verlaten ten faveure van deelname in het NAVO-bondgenootschap. Ook België was neutraal sinds 1839, maar werd tijdens de Eerste Wereldoorlog aangevallen door het Duitse Rijk. Het Verdrag van Versailles hief de neutraliteit van België definitief op.
De Verenigde Staten had voor de Tweede Wereldoorlog wetgeving die verbood om wapens te mogen leveren aan strijdende partijen. Franklin Roosevelt heeft er voor gezorgd dat het uiteindelijk wel mocht gebeuren.

## Huidige neutrale landen
De volgende landen zijn op dit moment  neutraal:
- Costa Rica
- Liechtenstein
- Oostenrijk
- Turkmenistan

## Geschiedkundige voorbeelden
In het verleden zijn er tevens landen geweest die in al dan niet naburige conflicten een neutrale houding hebben aangenomen. Voorbeelden daarvan zijn:
- Frankrijk in de Amerikaanse Burgeroorlog (1861-1865)
- Frankrijk in de Oostenrijks-Pruisische Oorlog (1866)
- België in de Frans-Duitse Oorlog (1870)
- Nederland in de Eerste Wereldoorlog (1914-1918)
- Zwitserland in de Eerste Wereldoorlog (1914-1918)
- Zwitserland in de Tweede Wereldoorlog (1939-1940)